# Варденіс (село)
Варденіс (вірм. Վարդենիս) — село в марзі Арагацотн, на північному заході Вірменії. Село розташоване на річці Касах за 6 км на південний схід від міста Апаран, 3 км на південний схід від села Чкнах, за 5 км на захід від села Ттуджур і за 4 км на південний схід від села Мулкі. На південь від села розташоване Апаранське водосховище, а з півночі — гори. В селі є церква XIX століття. У 1255 році Кіракос Гандзакеці зустрівся з Кілікійським царем Хетумом, що повертався після відвідин Батия і Мунке-хана. Зустріч ця мала місце, як пише сам історик, «в домі ішхан курдів, у селищі Варденіс», у провінції Арагацотн.